# Río Actopan
El Actopan es un río de bajo caudal que nace en el parque nacional Cofre de Perote y luego de correr dentro de las montañas (subterráneo) por varios kilómetros, brota de entre las piedras y renace en el lugar conocido como "El Descabezadero", ubicado en el municipio de Actopan del estado de Veracruz, México. Desemboca en el golfo de México, específicamente en el municipio de Úrsulo Galván uniéndose con el mar en la playa de Chachalacas.

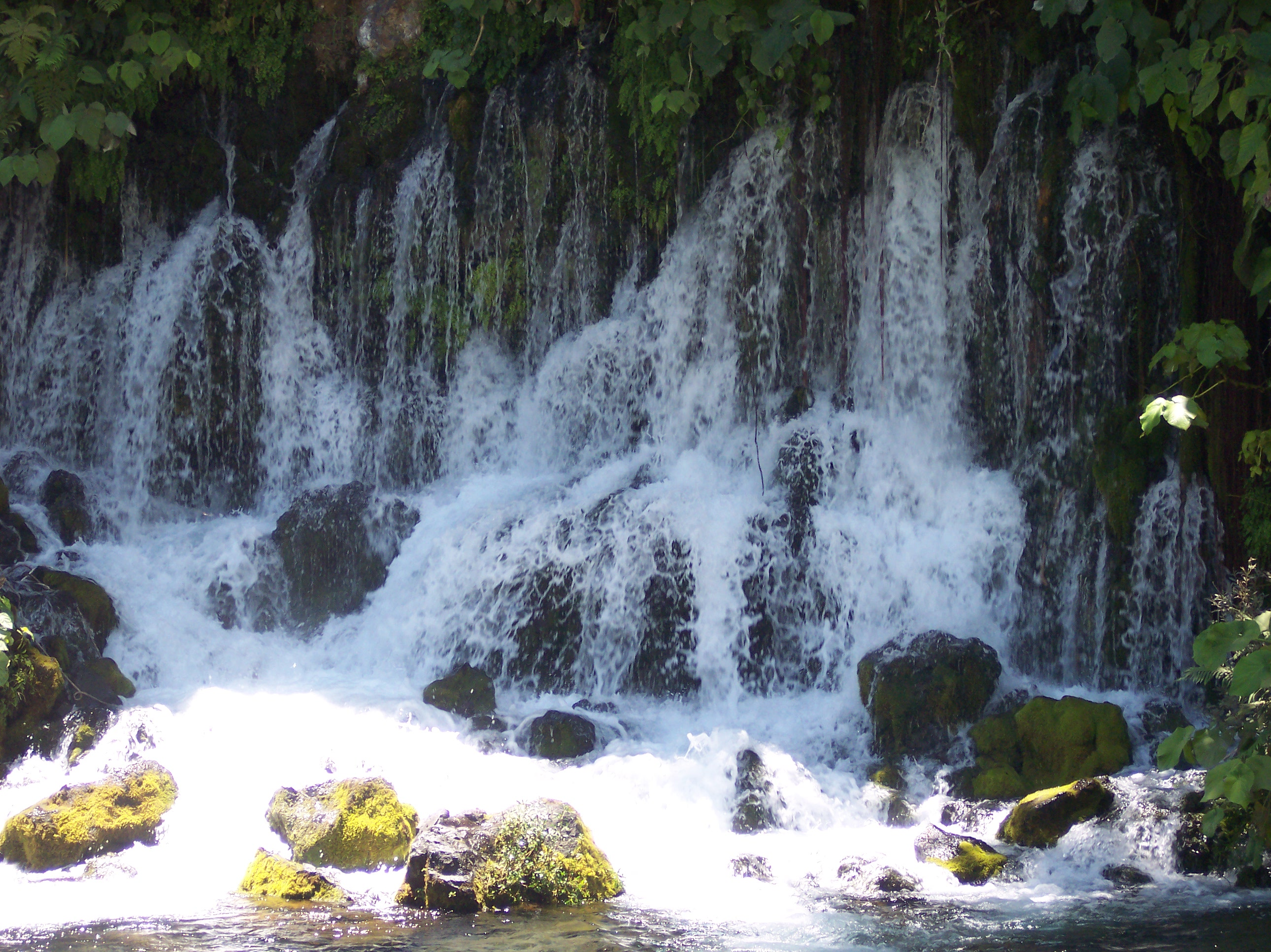
El Descabezadero, lugar donde la mayor parte del Río Actopan emerge desde aguas subterráneas.

## Actividades
Es un río de aguas rápidas y claras en el cual se practica el descenso de ríos ya sea en balsa (rafting) o en kayak (kayaking)en su parte alta, además de otras actividades comerciales en la parte baja, tales como la pesca y los paseos turísticos a través de su afluente.

## Medios de acceso y llegada al caudal
Desde la ciudad de Xalapa, Veracruz se llega al centro comercial "Plaza Cristal" y de ahí se toma la calle de su costado derecho, ésta va directo a "El Castillo" y posteriormente a una pequeña carretera que en aproximadamente 30 minutos en auto llega al lugar conocido como "El Descabezadero", lugar donde inicia el recorrido. Este lugar está a pocos hectómetros del pueblo Chicuasen.  
Desde el Puerto de Veracruz, se toma la carretera a Xalapa y en el entronque llamado "La bocana" se da vuelta a la derecha con dirección al Pueblo de Actopan, de ahí a aproximadamente veinte minutos está el Descabezadero.

## Navegabilidad
El río es navegable todo el año, con sus altibajos comunes por las épocas de lluvias. Es considerado de clase III, teniendo su punto más fuerte al inicio, debido a sus aguas turbulentas con huecos y olas medianas de no más de un metro, remolinos de cuidado para un nadador y de alguna consideración para una embarcación. La navegación requiere buena técnica y conocimiento del río.

## Historia
La historia humana desarrollada en esta cuenca puede ser muy antigua; habitado por indígenas de la cultura Totonaca, han sido encontrados restos arqueológicos cuya edad se remonta hasta el período llamado Pre-clásico Medio (IX Y VI a. C.) en lugares como El Trapiche, Chalahuite, Ranchito de las Ánimas y los Ídolos, todos adyacentes a las riveras del río. Sin embargo, debido a los constantes desbordamientos y otras situaciones que afectaban el pleno desarrollo de su cultura (tales como las epidemias y los constantes desplazamientos militares), la población totonaca fue optando establecerse en el cerro de los Otates, donde quedaría una guarnición mexica de la época.
Se dice que en los tiempos de la conquista, los militares de Hernán Cortés, pasaron por la zona y para demostrar su poderío, cortaban las cabezas de los pobladores locales, las aventaban río abajo con el fin de que recorrieran aguas abajo y poder demostrar a los demás, quién tenía el poder; (esto sucedía en las cascadas del lo que ahora de le conoce como el Descabezadero). 
Otra de las versiones que se conoce es que los militares de trataban de cruzar el caudal del río con sus caballos, pero estos no resisitían a la corriente del río, por lo que eran arrastrados y caían, eran tal la altura, se golpeaban por lo regular la cabeza, porque ninguno lograba sobrevivir y así se le comienza a llamar como el Descabezadero.
En la actualidad, este río como otros de la región, fueron explorados para su navegación antes de ser incluidos como atractivos turísticos para el descenso en balsas. Diversos balseros aventureros de los años ochenta y principios de los noventa como el extranjero Steve Abott, Edwin (cónsul americano en Veracruz), José Quintana, Ernesto Paulsen, Eduardo Llamosa, Diego Echeagaray, Valdemar Franco, Adolfo Contreras, entre otros, hicieron del río Actopan y otros afluentes que se conectan (Tales como el río Filobobos, la Antigua y otros menores), un atractivo importante para el deporte de descenso de ríos.

## Trayecto
El trayecto posee paisajes hermosos en sus riveras, el río es muy limpio de aguas claras, además de poder apreciar manglares en su parte baja.

## Parte Baja
Se puede desembarcar en el Pueblo de Actopan, luego de navegar bajo un puente, donde es frecuente que los pobladores se bañen en la rivera izquierda. Algunos kilómetros adelante se encuentra la presa "La Esperanza" donde parte del río se desvía hacia cultivos, sin embargo esta parte no es comercial debido a que hay grandes extensiones de agua plana o remansos.
- Datos: Q3509518
- Multimedia: Actopan River / Q3509518